# 小丛点地梅
小丛点地梅（学名：Androsace minor）为报春花科点地梅属下的一个种。其种加词“minor”意为“较小的”。